# 1879 en football
Cet article présente les faits marquants de l'année 1879 en football.

## Clubs fondés en 1879
- en Angleterre :
  - fondation du club de Doncaster Rovers Football Club basé à Doncaster.
  - fondation du club de Scarborough Football Club basé à Scarborough.
  - fondation du club de Swindon Town Football Club basé à Swindon.
- en France  :
  - fondation de l’éphémère Paris Football Club.
- en Irlande du Nord :
  - fondation du club de Cliftonville Football Club basé à Belfast.
  - fondation du club de Lisburn Distillery Football Club basé à Lisburn.
- en Écosse :
  - fondation du club de Montrose Football Club, basé à Montrose.
- en Suisse :
  - fondation du club de FC Saint-Gall basé dans la ville de Saint-Gall.

## Avril
- 5 avril : à Londres (Kennington Oval), l'Angleterre s'impose 5-4 face à l'Écosse. 4 500 spectateurs.
- 7 avril : à Wrexham (Acton Park), l'Écosse s'impose 0-3 face au Pays de Galles. 2 000 spectateurs.
- 18 avril : à Glasgow (Hampden Park), finale de la 6e édition de la Coupe d'Écosse. Vale of Leven et Rangers FC, 1-1. 9 000 spectateurs. Les Rangers refusent de rejouer le match à la suite d'un incident de jeu : l'arbitre n'a pas validé un but décisif des Rangers…
- 19 avril : fondation du club suisse de football du FC Saint-Gall.
- 26 avril : dernier des 25 matchs de cette saison 1878-1879 pour le club de Darwen qui avait ouvert son calendrier par un match amical en nocturne le 28 octobre. L'excellent club qui emploie désormais au moins deux joueurs professionnels, les Écossais Suter et Love, n'a concédé que quatre défaites en 25 parties. Malgré ces bons résultats, les finances du club sont tout juste équilibrées grâce au parcours des Darreners en FA Cup, tombant en quarts de finale face aux futurs vainqueurs de l'épreuve après deux matchs nuls. Le premier de ces trois matchs disputé le 13 février reste d'ailleurs dans les annales de la Cup : mené 5-1 à quinze minutes du coup de sifflet final, Darwen parvient à revenir à hauteur des Londoniens d'Old Etonians

## Août
- 16 août : des élèves de la St-Andrew’s Church Sunday School fondent le club de football anglais de Fulham Football Club.

## Septembre
- 15 septembre : aux Pays-Bas, fondation du club de Koninklijke HFC aux Pays-Bas, dans la ville d'Haarlem par Pim Mulier (un des pionniers de l'histoire du sport aux Pays-Bas), alors âgé de 14 ans.

## Octobre
- 17 octobre : en Angleterre, fondation du club de Sunderland Association Football Club basé à Sunderland par l'instituteur écossais James Allan qui pourra s'aligner dès 1880.

## Naissances
- 10 janvier : Bobby Walker, footballeur écossais. († 1930).
- 24 février : Thomas H. McIntosh, footballeur et entraîneur puis directeur sportif anglais. († 1935).
- 26 février : Albert Friling, footballeur belge.
- 2 juin : Charles Wilkes, footballeur français. († 1939).
- 3 juin : John Vivian Woodward, footballeur anglais. († 1954).
- 24 juillet : J. Nicholas, footballeur anglais. († 1929).
- 24 août : Eugène Fraysse, footballeur français.
- 21 septembre : Peter McWilliam, footballeur puis entraîneur écossais. († 1951).
- 26 septembre : Bob Crompton, footballeur puis entraîneur anglais. († 1941).
- A. Haslam, footballeur anglais. († 1942).